# Kwemo Ikorta
Kwemo Ikorta (ros. Ikorta)  – wieś w Osetii Południowej, w regionie Cchinwali. W 2015 roku liczyła 56 mieszkańców.